# 메르텐스 정리 (수론)
정수론에서 메르텐스 정리(Mertens' theorems)는 독일 수학자 프란츠 메르텐스(Franz Mertens)가 1874년에 제출한 정리로서, 소수의 밀도에 관한 해석적 수론의 초기 결과이다. 다음과 같은 세 가지 형식이 있다.(메르텐스의 제2정리의 경우, 레온하르트 오일러는 이미 소수의 역수의 합이 발산함을 복소해석적 기법으로 증명한 적이 있다) 소수 정리가 이미 증명된 지금은 메르텐스의 제1정리와 제2정리의 수렴성은 소수 정리로부터 직접적으로 유도가 가능하다.

## 메르텐스의 제1정리
{\displaystyle p}를 소수라 하면, 다음 등식이 성립한다:
- {\displaystyle \ln n-\sum _{p<n}{\frac {\ln p}{p}}=O(1)\quad {\hbox{as}}\ n\to \infty ,}

이 수렴값은 약 {\displaystyle 1.3325822757..}(OEIS,A083343)이다.

## 메르텐스의 제2정리
{\displaystyle p}를 소수라 하면, 다음 등식이 성립한다:
- {\displaystyle \lim _{n\to \infty }\left(-\ln \ln n+\sum _{p<n}{\frac {1}{p}}\right)=0.2614972128\ldots ,}

이 수렴값({\displaystyle M})을 마이셀-메르텐스 상수(Meissel–Mertens constant)라 한다. 약간의 대수학적 변형을 이용하면 이것과 유명한 오일러-마스케로니 상수 {\displaystyle \gamma } 와의 다음과 같은 관계식을 도출할 수도 있다.
- {\displaystyle M-\gamma =\sum _{p}\left[\ln \left(1-{\frac {1}{p}}\right)+{\frac {1}{p}}\right]}

## 메르텐스의 제3정리
{\displaystyle p}를 소수, {\displaystyle \gamma }를 오일러-마스케로니 상수라 하면, 다음 등식이 성립한다:
{\displaystyle \lim _{n\to \infty }\ln n\prod _{p<n}\left(1-{\frac {1}{p}}\right)=e^{-\gamma },}
이것은 제타 함수와 관계가 있는 유명한 식이다.
또는
{\displaystyle \prod _{p\leq n}\left(1-{{1} \over {p}}\right)\sim {{e^{-\gamma }} \over {\ln n}}}

## 같이 보기
- 무한급수
- 소수
- 소수 정리